# Quercus pagoda
Quercus pagoda és una espècie de roure que pertany a la família de les Fagàcies i està dins de la secció Lobatae, dins del gènere Quercus.

## Descripció
És un arbre que assoleix els 36 m d'altura. L'escorça dels arbres envellits s'assembla amb l'escorça del cirerer (amb escates pelades en un tronc llis). Les branques són de color marró groguenc, pubescents. Les gemmes són de color marró clar, pentagonal en secció transversal, 4-9 mm de llarg. Les fulles fan 8-30 per 5-15 cm, cuneïforme base. L'àpex és agut amb 2-3 parells de lòbuls en angle recte o gairebé (gairebé mai encorbada), més regulars que les del Q. falcata, sense pèls, verd brillant per sobre, una mica glauc per sota, amb sedós, toment groguenc. El pecíol és de 2-5 cm de llarg, gruixut, lleugerament pubescents. Les flors surten de març a abril. Les glans fan 1-2 cm de llarg, arrodonides, de color marró negrós, tancat 1/3 de tassa, tassa poc profunda, assenyalat a la base, amb escates pubescents. Les glans es produeixen quan l'arbre té 25 anys i maduren al cap de 2 anys.

## Distribució
És un arbre que creix a la plana costanera del sud-est dels Estats Units, a Texas i Missouri, entre els 0 a 300 m. Creixen en hàbitats resistents, tota mena de sòls. Prefereixen els humits, i creixen molt ràpidament.